# Ernest Feray
Pour les articles homonymes, voir Feray.
Ernest Feray est un industriel et homme politique français né le 29 mai 1804 à Essonnes (Seine-et-Oise) et mort le 29 décembre 1891 à Essonnes.

## Biographie
Ernest Feray est le fils de Louis Feray (1772-1836), négociant et filateur à Jouy et à Essonnes, et le petit-fils de Jean-Baptiste Feray, armateur au Havre et propriétaire du château de Graveron, et de Christophe-Philippe Oberkampf. Frère du général Henri Feray, une de ses sœurs épousera le baron Claude de Champlouis et l'autre le comte Narcisse-Achille de Salvandy.
Entré à l'École polytechnique, il obtient le second prix au Concours général derrière André Gratien West en 1823. Sorti sous-lieutenant d'artillerie, il se lance dans l'industrie, et établit à Essonnes une importante filature, avec notamment une fonderie et une papeterie. Il devient maire d'Essonnes en 1848. 
En 1871, il est élu représentant de la Seine-et-Oise. Il fonde le groupe Feray, qui regroupe les députés venant de l'industrie et du haut commerce. Il siège au centre et soutient Thiers. Après la chute de ce dernier, il préside le groupe du centre-gauche. 
En 1876, il est élu sénateur de Seine-et-Oise. Après le 16 mai 1877, il est révoqué de son poste de maire d'Essonnes. Il est également membre du consistoire réformé de Paris. Battu aux sénatoriales de 1891, il meurt quelques mois plus tard.
Il épouse sa cousine Léonie Widmer, fille de Jean-Philippe Widmer et de Suzanne Boecking. Ils ont :
- Arthur Feray (1831-1896), industriel à Corbeil, marié à Marguerite Mallet ;
- Léon Feray (1833-1923) ;
- Henriette Feray (1845-1872), épouse du docteur Victor Frat, collectionneur de tableaux impressionnistes.

## Sources
- « Ernest Feray », dans Adolphe Robert et Gaston Cougny, Dictionnaire des parlementaires français, Edgar Bourloton, 1889-1891 [détail de l’édition]
- « Ernest Feray », dans le Dictionnaire des parlementaires français (1889-1940), sous la direction de Jean Jolly, PUF, 1960 [détail de l’édition]
- Alfred Labouchère, Oberkampf (1738-1815), 1866
- Jean Lambert-Dansette, Histoire de l'entreprise et des chefs d'entreprise en France, L'Harmattan, 2001
- Romain Durand, La politique de l'enseignement au XIXe siècle: L'exemple de Versailles, 2001
- La République confisquée: 1848 en "Essonne" : actes du colloque de Crosne, 21 et 22 novembre 1998, Comité de recherches historiques sur les révolutions en Essonne, Agence culturelle et technique de l'Essonne, 1999